# Dal makhani

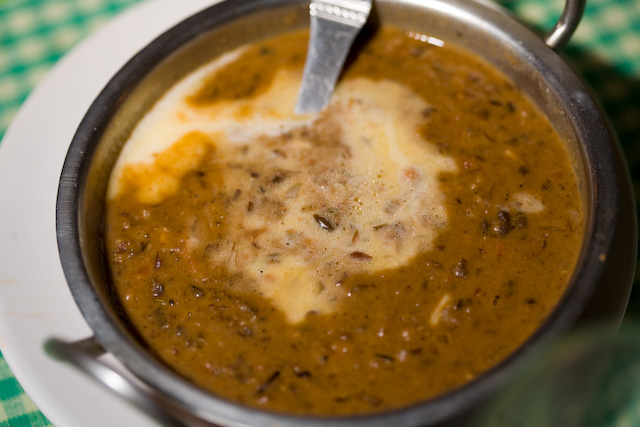
Plato con dal makhani.

El dal makhani (en hindi: दाल मखनी) ("salsa de lentejas") es un plato de alimento básico originario de la región de Punyab en el subcontinente indio. El plato se diferencia de otros platos populares dal de Punyab, tales como el dal tadka,  en que los ingredientes primarios del dal makhani son lenteja negra (urad) y judías rojas (rajma), en vez de lenteja colorada (masoor). 
El dal makhani se popularizó en la India luego de la partición, cuando muchos pobladores de Punyab migraron desde las regiones del norte de India.  En la medida que la diáspora punyabí migró a través de India y emigró, el plato se difundió gracias a restaurantes operados por personas de orígenes punyabíes. 
En la actualidad el dal makhani se ha difundido y es identificado como un plato característico de la cocina de la India. El dal makhani puede servir de plato principal de una cena, ser incluido en un buffet (thali) o como acompañamiento de otros alimentos. 
La forma de preparación tradicional del dal makhani comprende una serie de procedimientos prolongados, que en total requieren 24 horas para la elaboración.